# Фиолетовый цвет
Фиолетовый (#6900C6)
Фиолетовый, светлый (#8000FF)
Фиолетовый, крайний спектральный (#8B00FF)
Фиоле́товый — цвет, соответствующий наиболее коротковолновому монохроматическому излучению, которое способен воспринимать человеческий глаз (диапазон длин волн 380—440 нм) . 
Фиоле́товый цвет, сине-багровый, густой сине-алый и Лило́вый, светло-фиолетовый, сиреневый; смесь цветов розового и голубого, голубо-алый, ало-голу́бый. В русской разговорной речи фиолетовым также называют пурпурный цвет и разнообразные красно-фиолетовые оттенки (маджента), которые в ряде других языков чётко отделяются от фиолетового.
Фиолетовому соответствует оттенок 180 в цветовой системе MS Windows (hex-код 8000FF). В системе красный-зелёный-синий фиолетовый — цвет 3-го порядка (между синим и пурпурным), его можно охарактеризовать, как сине-красно-синий.
Благодаря метамерии фиолетовый цвет получается в системе RGB как смесь красного и синего цветов. При этом можно получить его насыщенные оттенки, переходящие при увеличении интенсивности красного в неспектральные цвета — оттенки пурпурного.

## Оттенки и природные эталоны
Среди минералов фиолетовый оттенок имеет аметист. В цветках растений синий и фиолетовый цвета часто обусловлены наличием специфических веществ — антоцианов. Название цвета французского происхождения, произошло от цветка фиалки. В старину сиреневый цвет (бледный оттенок фиолетового) чаще обозначался словом лиловый (от французского слова, обозначающего сирень). 
Фиолетовый цвет является одним из семи цветов радуги. 
Цвета и оттенки, близкие к фиолетовому
- Лавандовый (по цветкам лаванды) — бледно-розово-фиолетовый[12].
- Лиловый или сиреневый (по цветкам сирени) — светло-розово-фиолетовый[13][14]
- Сливовый — бордово-фиолетовый, приглушённый пурпурный цвет[15][16].
- Баклажановый — темно-фиолетовый[17].
- Пурпурный — красно-фиолетовый[18].

Оттенки пурпурного и мадженты
- Аделаида — то ли красный оттенок лилового, то ли тёмно-синий (неясность сохраняется до сего времени[19]).
- Амарантовый — сиреневато-розовый, как цвет древесины розового дерева[20]; близок к малиновому[21].
- Мальвовый (Мов, Mauve) — розовато-лиловый
- Парнасской розы — оттенок розового с фиолетовым отливом.
- Сольферино — ярко-розовый либо ярко-светло-красный с лиловым оттенком. Название появилось после битвы при Сольферино в 1859 году во время австро-итало-французской войны.
- Фуксии (по цветкам фуксии) — ярко-сиреневый с красным оттенком.

Монохроматический фиолетовый цвет можно наблюдать, например, в дифракционном спектре, в радуге, в спектре от солнечных лучей, пропущенных через призму.
Фиолетовый цвет в цветных интерференционных разводах бензиновых луж на воде или при отражении света на компакт-диске имеет иной спектральный состав, нежели фиолетовый свет, полученный на монохроматоре. На экранах ЭЛТ- и ЖК-мониторов невозможно воспроизвести «настоящий» спектральный фиолетовый цвет. В этом случае воспринимаемый нами фиолетовый свет возникает вследствие воздействия на сетчатку глаза излучения сложного спектрального состава (красного и синего спектров), благодаря эффекту метамерии.

## Исторические коннотации

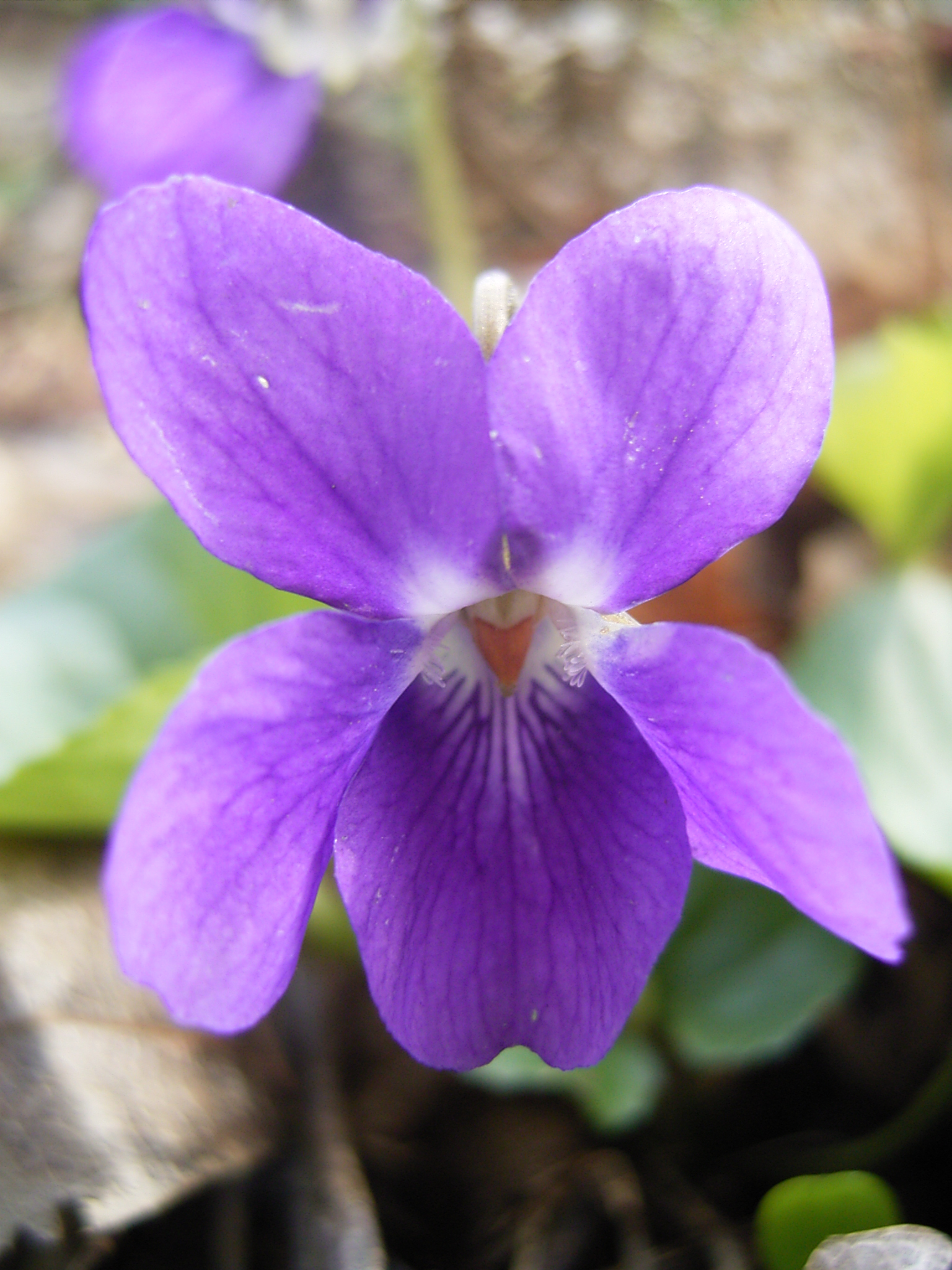
Фиалка

По легенде, первую фиолетовую краску — пурпур — открыли финикийцы. Этот краситель, добываемый из трёх видов морских улиток, чрезвычайно высоко ценился в античности. В зависимости от способа приготовления, цвет пурпурной краски был разным: от сине-фиолетового до багряного (почти красного), напоминающего пламя. Багряный пурпур использовался византийскими императорами, а фиолетовый пурпур - римскими папами. Тирский пурпур был буквально на вес золота.
В средневековой Европе, когда умирал монарх или кто-либо из членов его семьи, придворные в знак траура надевали одежду фиолетового (пурпурного) цвета. Фиолетовый цвет считался цветом адвента и использовался в одежде священников западного обряда и в свечах. 
В инкской узелковой письменности кипу фиолетовый (тёмно-лиловый) цвет обозначал начальника, который бы правил над селением, территорией, людьми; курака; правитель одного или двух селений.
До Октябрьской революции светло-фиолетовый (сиреневый) цвет чаще называли лиловым. В начале XX века А. И. Куприн сделал следующее наблюдение: «А что касается фиолетового цвета, то этого цвета русский народ совсем не знает и нигде не употребляет. Лиловый он еще понимает по сирени, да и то говорит не сиреневый, а синелевый». 
Армянская незабудка — эмблема памяти Геноцида армян — фиолетового, а не голубого цвета, поскольку тёмно-фиолетовый цвет напоминает традиционную расцветку священнических облачений армянской апостольской церкви, которая «была, есть и остаётся сердцем армянской идентичности».

## Во фразеологии
Существует распространённое разговорное выражение «мне фиолетово», означающее, что обсуждаемая в разговоре тема этому участнику разговора безразлична и не вызывает интереса. По одной из версий, это выражение происходит из юмора студентов-химиков и объясняется тем, что лакмус, используемый в химических опытах в качестве индикатора кислотности, в кислотной среде окрашивается в красный цвет, в щелочной — в синий, а в нейтральной среде остаётся фиолетовым.

## В искусстве
- Фиолетовая страна, населенная мигунами, упомянута в сказке Волшебник Изумрудного города (1939)
- Сиреневый туман (песня).
- Фиолетовый — песня Елены Темниковой.
- Лиловый шар — фантастическая повесть Кира Булычева, написанная в 1982 году.
- Лиловый негр (1916) — стихотворение Александра Вертинского[26].
- Во франшизе Five Nights at Freddy's Уильям Афтон, которого также называют "Фиолетовым парнем", ассоциируют с фиолетовым в играх и в фильме.

## Примечание
1. 1 2  Фиолетовый // Толковый словарь живого великорусского языка : в 4 т. / авт.-сост. В. И. Даль. — 2-е изд. — СПб. : Типография М. О. Вольфа, 1880—1882.
2. ↑  Артюшин Л. Ф. Цвет // Физическая энциклопедия : [в 5 т.] / Гл. ред. А. М. Прохоров. — М.: Большая российская энциклопедия, 1999. — Т. 5: Стробоскопические приборы — Яркость. — С. 419. — 692 с. — 20 000 экз. — ISBN 5-85270-101-7.
3. ↑  Артюшин Л. Ф. Основы воспроизведения цвета в фотографии, кино и полиграфии, с илл. — Москва: «Искусство», 1970. — 548 с.
4. ↑  Гуревич М. М. Цвет и его измерение. — Москва - Ленинград: Акад. наук СССР, 1950. — 268 с. Архивировано 10 сентября 2018 года.
5. ↑  Джадд Д., Вышецки Г. Цвет в науке и технике, пер. с англ. / Под ред. д. т. н., проф. П.Ф. Артюшина. — Москва: «Мир», 1978. — 592 с.
6. ↑  Ивенс Р. - М. Введение в теорию цвета, пер. с англ., с илл. — Москва: «Мир», 1965. — 446 с. — ISBN 978-5-458-24263-9.
7. ↑  Лиловый // Толковый словарь живого великорусского языка : в 4 т. / авт.-сост. В. И. Даль. — 2-е изд. — СПб. : Типография М. О. Вольфа, 1880—1882.
8. ↑  Спор поколений: пурпурный – это фиолетовый или красный
9. ↑  Аметист Камень чистого сердца. Дата обращения: 7 февраля 2021. Архивировано 17 сентября 2021 года.
10. ↑  ФИАЛКОВЫЙ Толковый словарь Ожегова онлайн. slovarozhegova.ru. Дата обращения: 22 августа 2017. Архивировано 23 августа 2017 года.
11. ↑  Чарующие фиолетовые фиалки -ТОП-10 популярных сортов и еще 80 просто красивых. Дата обращения: 7 февраля 2021. Архивировано 22 января 2021 года.
12. ↑  Лавандовый цвет и его сочетания. Дата обращения: 7 февраля 2021. Архивировано 27 января 2021 года.
13. ↑  Лиловый и сиреневый. В чем разница? Дата обращения: 7 февраля 2021. Архивировано 23 ноября 2020 года.
14. ↑  Чем сиреневый, лиловый цвет отличается от фиолетового цвета: сравнение, сходства и отличие
15. ↑  Сливовые цвета. Дата обращения: 7 февраля 2021. Архивировано 21 января 2021 года.
16. ↑  Сливовый цвет в одежде: кому идет и с чем сочетать. Дата обращения: 7 февраля 2021. Архивировано 22 октября 2020 года.
17. ↑  [baklazhanovyy-cvet-eto-kakoy-komu-idet-i-s-chem-sochetaetsya Баклажановый цвет – это какой, кому идет и с чем сочетается?]
18. ↑  КАКОГО ЦВЕТА ПУРПУР? Дата обращения: 22 февраля 2021. Архивировано 28 февраля 2021 года.
19. ↑  Русский цвет. М.: Издательский Дом «Экономическая газета», 2011. С. 550
20. ↑  Слово Амарант - значение, толкование, смысл. v-dal.ru. Дата обращения: 22 августа 2017. Архивировано 23 августа 2017 года.
21. ↑  Василевич А. П., Кузнецова С. Н., Мищенко С. С. Цвет и названия цвета в русском языке. — М.: КомКнига, 2005. — ISBN 5-484-00057-2.
22. 1 2  FORGET-ME-NOT FLOWER — Diocese of the Armenian Church of America (Eastern) Архивировано 24 марта 2016 года.
23. ↑  В ожидании чуда. Традиция адвента. Дата обращения: 7 февраля 2021. Архивировано 31 марта 2022 года.
24. ↑  Антонио де ла Каланча. Моральная хроника Ордена Святого Августина в Перу. Том 1., стр. 176. Архивировано 21 августа 2011 года.
25. ↑  Lib.ru/Классика: Куприн Александр Иванович. Ночная фиалка. Дата обращения: 1 января 2021. Архивировано 5 июля 2020 года.
26. ↑  Лиловый негр. Дата обращения: 7 февраля 2021. Архивировано 14 февраля 2021 года.